# Gens Hosidia
La gens Hosidia fue una familia de la Antigua Roma durante el último siglo de la República, y en tiempo imperial. El más ilustre de la gens, Cneo Hosidio Geta, obtuvo el consulado en el año 47.

## Miembros
- Hosidius Geta, habiendo sido proscrito por los triunviros en 43 a. C., fue rescatado por su hijo, quien pretendiendo que el viejo Geta se había quitado la vida, celebró los ritos funerarios, mientras encubría a su padre en una de sus granjas. El padre se disfrazó con una venda encima de un ojo; pero cuando fue perdonado, encontró que ya no podía ver con aquel ojo.[2][3]
- Cneo Hosidio Geta, propraetor de Numidia en 42, salvó a a sus tropas y obligó a Sabalus a rendirse cuando, por sugerencia de un indígena, utilizó la magia para inducir lluvia. Posteriormente triunfó sobre los britanos, a pesar de ser sólo el legado de Aulo Plaucio. Geta fue cónsul suffectus en 47.[4][1][5]
- Gaius Hosidius Geta, hermano del cónsul de 47,  parece haber sido triumvir monetalis; una moneda emitida con su nombre describe un jabalí.[1]  Algunos estudiosos creen que fue él, más que su hermano, quien triunfó sobre los britones, pero esto depende de si Dion Casio pretendió escribir "C" para Gaius o "Cn" para Gnaeus, de cuya victoria más temprana en África se habla en el mismo libro.[6][5]
- Hosidia, hija de Gnaeus (o posiblemente de Gaius) Hosidius Geta, quien triunfó sobre los britones, casada con Marcus Vitorius Marcellus; un poema de Estacio, escrito en 95, describe a su hijo, Gaius Vitorius Hosidius Geta, recibiendo un triumphalis avus.[7][8]
- Hosidius Geta, un dramaturgo del siglo II; autor de una tragedia titulada Medea, quizás el primer ejemplo de un centón virgiliano.